# Улица Беляева (Ростов-на-Дону)
У́лица Беля́ева — улица в Ворошиловском районе Ростова-на-Дону. Расположена в северном жилом массиве. Расположена между улицами Орбитальной и Армянская.
Начало улицы Беляева примыкает к Армянской улице (её поворотной части) и продолжается в северном направлении до улицы Орбитальной, примыкая к ней, образуя перекрёсток с переходом в улицу Обсерваторная.

## Название
Названа в честь советского космонавта Павла Ивановича Беляева.

## История
В 2009 году через улицу был построен переходной мост.

## Застройка
Улица застроена девятиэтажными панельными жилыми домами типовой архитектуры 1970-1980-х г.г. постройки, характерные для многих спальных районов.

## Транспорт
На всём участке улица имеет двустороннее движение, по две полосы в каждом направлении. Общественный транспорт на улице представлен  автобусным маршрутом № 38.

## Примечательные здания и сооружения
- Дом 22, Отделение почтовой связи Ростов-на-Дону 114[2].